# Uranotaenia hebes
Uranotaenia hebes är en tvåvingeart som beskrevs av Philip James Barraud 1931. Uranotaenia hebes ingår i släktet Uranotaenia och familjen stickmyggor. Inga underarter finns listade i Catalogue of Life.